# De père en flic
Série
De père en flic 2
(2017)
Pour plus de détails, voir Fiche technique et Distribution.
De père en flic est un film québécois réalisé et coscénarisé par Émile Gaudreault sorti en salle le 8 juillet 2009. Il s’agit d’une comédie policière mettant en vedette Michel Côté et Louis-José Houde dans les rôles de deux policiers, père et fils, qui se détestent. Ce film est l'un des plus grands succès du box-office québécois. Une suite intitulée De père en flic 2 est sortie en 2017.

## Synopsis
À la suite d'une opération policière, un agent double est enlevé par des motards criminels. Deux policiers, le père et le fils qui sont incapables de s'entendre, doivent retrouver leur collègue, et leur seule chance est de faire craquer l'avocat des motards, Charles Bérubé (Rémy Girard). Celui-ci, surveillé de près par la police, est sur le point de trahir la bande mais est inapprochable. Cependant, l'avocat est mis au pied du mur par sa conjointe : pour contrer les tendances suicidaires de son fils, il doit passer avec lui une semaine en forêt pour une thérapie de groupe père-fils organisée par un psychologue (Robin Aubert). Les policiers y inscrivent leur couple père-fils dysfonctionnel pour essayer d'amener l'avocat à collaborer.

## Fiche technique
Source : IMDb et Films du Québec
- Titre original : De père en flic
- Réalisation : Émile Gaudreault
- Scénario : Émile Gaudreault et Ian Lauzon
- Musique : FM Le Sieur
- Conception artistique : Emmanuel Fréchette (en)
- Costumes : Ginette Magny
- Maquillage : Diane Simard
- Coiffure : Réjean Goderre
- Photographie : Bruce Chun
- Son : Patrick Rousseau, Marie-Claude Gagné, Bernard Gariépy Strobl
- Montage : Jean-François Bergeron (en)
- Production : Denise Robert et Daniel Louis
- Société de production : Cinémaginaire
- Société de distribution : Alliance Vivafilm
- Budget : 6,7 millions $ CA
- Pays de production :  Canada
- Tournage : juillet-août 2008 à Montréal et parc national des Grands-Jardins dans Charlevoix
- Langue originale : français
- Format : couleur — 2,35:1
- Genre : comédie policière, comédie de mœurs
- Durée : 107 minutes
- Dates de sortie :
  - Canada : 21 juin 2009 (première à la Place des Arts de Montréal)[2]
  - Canada : 8 juillet 2009 (sortie en salle au Québec)
  - France : 30 août 2009 (Festival du film francophone d'Angoulême)
  - Canada : 10 novembre 2009 (DVD)
  - France : 8 décembre 2009 (Festival de cinéma du Québec à Paris)
  - Canada : 14 octobre 2021 (VSD (Club Illico))
- Classification :
  - Québec : Visa général (Déconseillé aux jeunes enfants)[3]

## Distribution
- Michel Côté : commandant Jacques Laroche
- Louis-José Houde : Marc Laroche
- Rémy Girard : Me Charles Bérubé
- Caroline Dhavernas : Geneviève
- Robin Aubert : Gilbert Bouchard, psychologue
- Patrick Drolet : Tim Bérubé
- Jean-Michel Anctil : Luc « Mononc » Tardif
- Luc Senay : Simon Dufour, père « mamours »
- Pierre Collin : Antoine, père grano
- Normand D'Amour : Roberto, père rockeur
- Patrice Coquereau : Langlis, père mou
- Joachim Tanguay : Junior, fils mou
- Jonathan Gagnon : Benoît Dufour, fils « mamours »
- Frédéric Paquet : Maxime, fils fric
- Clermont Jolicoeur : Jules, fils punk
- Sébastien Huberdeau : Simard, policier partenaire de Geneviève
- JiCi Lauzon : chef de police Scullion
- Sylvie Boucher : Nathalie Bérubé, femme de Charles
- Michel Laperrière : maire de Montréal
- Hubert Proulx : Jeff Tremblay, policier séquestré
- Benoît Girard : journaliste
- Sylvie De Morais-Nogueira : Julie Tremblay

## Adaptations
Le 10 novembre 2009, Sony Pictures annonce qu'elle a fait l'acquisition des droits du film pour en faire une adaptation américaine. Émile Gaudreault, scénariste et réalisateur du film, ainsi que Denise Robert, présidente de la maison de production québécoise, seront tous les deux producteurs exécutifs de la version américaine.
En 2015, Émile Gaudreault met en scène une adaptation de son film pour la France intitulé Père fils thérapie !, avec l'aide de Philippe de Chauveron et Guy Laurent, auteurs du succès français Qu'est-ce qu'on a fait au Bon Dieu ?. Au casting, Richard Berry, Waly Dia, Jacques Gamblin, Julie Ferrier, Baptiste Lorber, Alice Belaïdi ou encore Philippine Leroy-Beaulieu. Cette adaptation sort en France le 28 décembre 2016.